# Okunuki Kandzsi
Okunuki Kandzsi (Tocsigi prefektúra, 1999. augusztus 11. –) japán labdarúgó, a német Nürnberg középpályása.

## Pályafutása
Kandzsi Tocsigi prefektúrában született. Az ifjúsági pályafutását az Omija Ardidzsa akadémiájánál kezdte.
2018-ban mutatkozott be az Omija Ardidzsa másodosztályban szereplő felnőtt keretében. A 2022–23-as szezonban a lengyel első osztályban érdekelt Górnik Zabrze csapatát erősítette kölcsönben. Először a 2022. szeptember 5-ei, Wisła Płock ellen 1–1-es döntetlennel zárult mérkőzés félidejében, Dani Pacheco cseréjeként lépett pályára. Első két gólját 2022. szeptember 18-án, a Korona Kielce ellen idegenben 2–1-re megnyert találkozón szerezte meg. 2023. július 1-jén a német Nürnberghez írt alá.

## Statisztikák
2023. május 27. szerint
| Klub                       | Szezon   | Osztály     | Bajnokság | Bajnokság | Kupa és Ligakupa | Kupa és Ligakupa | Nemzetközi | Nemzetközi | Összesen | Összesen |
| Klub                       | Szezon   | Osztály     | Meccs     | Gól       | Meccs            | Gól              | Meccs      | Gól        | Meccs    | Gól      |
| -------------------------- | -------- | ----------- | --------- | --------- | ---------------- | ---------------- | ---------- | ---------- | -------- | -------- |
| Omija Ardidzsa             | 2018     | J2 League   | 8         | 0         | 0                | 0                | —          | —          | 8        | 0        |
| Omija Ardidzsa             | 2019     | J2 League   | 26        | 5         | 0                | 0                | —          | —          | 26       | 5        |
| Omija Ardidzsa             | 2020     | J2 League   | 23        | 5         | 0                | 0                | —          | —          | 23       | 5        |
| Omija Ardidzsa             | 2021     | J2 League   | 17        | 3         | 0                | 0                | —          | —          | 17       | 3        |
| Omija Ardidzsa             | 2022     | J2 League   | 19        | 1         | 2                | 0                | —          | —          | 21       | 1        |
| Omija Ardidzsa             | Összesen | Összesen    | 93        | 14        | 2                | 0                | 0          | 0          | 95       | 14       |
| Górnik Zabrze (kölcsönben) | 2022–23  | Ekstraklasa | 26        | 4         | 2                | 0                | —          | —          | 28       | 4        |
| Összesen                   | Összesen | Összesen    | 119       | 18        | 4                | 0                | 0          | 0          | 123      | 18       |